# Frans Cools
Frans Cools (* 17. Februar 1918 in Crayford, Vereinigtes Königreich; † 3. September 1999 in Aartselaar) war ein belgischer Radrennfahrer und nationaler Meister im Radsport.

## Sportliche Laufbahn
Cools war im Straßenradsport und im Bahnradsport aktiv. 1936 und 1937 gewann er den belgischen Meistertitel im Sprint der Junioren. 1936 startete er bei den Olympischen Sommerspielen in Berlin. Er war in drei Wettbewerben vertreten. Im 1000-Meter-Zeitfahren wurde er  beim Sieg von Arie van Vliet 12., im Tandemrennen mit Roger Pirotte 5., in der Mannschaftsverfolgung kam das belgische Team mit Frans Cools, Jean Alexandre, Auguste Garrebeek und Armand Putzeys auf den 5. Rang. 1938 wurde er bei den Unabhängigen Meister im Sprint.
Von 1938 bis 1949 war er Unabhängiger und Berufsfahrer. 1940 siegte er in der nationalen Meisterschaft im Sprint der Profis vor Jef Scherens. 1939 wurde er Vizemeister hinter Jef Scherens. 1942 und 1943 holte er den Titel im Omnium. 1940 gewann er den Grote Prijs Stad Sint-Niklaas, 1943 den Grote Prijs Beeckman-De Caluwé.
Nach seiner aktiven Karriere war Cools als Sportlicher Leiter im Radsportteam Dr. Mann-Grundig tätig.

## Familiäres
Sein Vater Milo Cools war ebenfalls Radrennfahrer.